# Кудрін Іван Михайлович
Іван Михайлович Кудрін (1893, село Верхня Богданівка або місто Старобільськ Харківської губернії, тепер Луганської області — розстріляний 23 жовтня 1937, Київ) — український радянський і компартійний діяч, народний комісар соціального забезпечення Української РСР. Жертва сталінських репресій.

## Біографія
У 1914—1917 роках — у російській імператорській армії. Учасник Першої світової війни.
Член РСДРП(б) з 1917 року.
З жовтня 1917 року — заступник голови Київського військово-революційного комітету. У 1918 році служив у Червоній армії.
У листопаді 1918 — січні 1919 р. — керуючий справами Тимчасового робітничо-селянського уряду України.
У 1919 році — секретар виконавчого комітету Київської губернської ради. З жовтня 1919 року був членом Зафронтового бюро ЦК КП(б)У. З травня 1920 року — член Київського революційного комітету.
У 1923 році — голова виконавчого комітету Бердичівської окружної ради.
У 1923—1924 р. — голова Київської губернської ради народного господарства.
До 1925 року — голова Одеської губернської планової комісії — заступник голови виконавчого комітету Одеської губернської ради.
У 1925 році — голова виконавчого комітету Одеської губернської ради. З липня по грудень 1925 року — голова виконавчого комітету Одеської окружної ради.
З січня 1926 року — голова Адміністративно-фінансової комісії при РНК Української СРР.
У 1928—1930 р. — голова виконавчого комітету Маріупольської окружної ради.
До 1934 року працював на керівній господарській роботі в об'єднаннях «Союзогнеупор», «Союзплодовощь».
У 1934—1936 р. — керівник тресту «Українфільм».
14 березня 1936 — серпень 1937 р. — народний комісар соціального забезпечення Української РСР.
23 серпня 1937 року заарештований органами НКВС СРСР. За «участь в антирадянській націоналістичній терористичній організації» 23 жовтня 1937 року засуджений Верховним судом СРСР до страти. 27 жовтня 1956 року посмертно реабілітований.